# Acalypha michoacanensis
Acalypha michoacanensis é uma espécie de flor do gênero Acalypha, pertencente à família Euphorbiaceae.